# Cotinga amabilis
El cotinga azulejo o azuleja (en México) (Cotinga amabilis), también denominado cotinga linda (en Costa Rica y Nicaragua), cotinga bella (en Honduras) o cotinga adorable, es una especie de ave paseriforme de la familia Cotingidae perteneciente al género Cotinga. Es nativo del sur de México y América Central. 

## Distribución y hábitat
Se distribuye desde el sureste de México (desde el sur de Veracruz y norte de Oaxaca), incluyendo Guatemala, Belice, hasta el norte de Honduras y este de Nicaragua, y al sur hasta el este de Costa Rica y posiblemente el oeste de Panamá.
Su hábitat preferido son las selvas húmedas tropicales de tierras bajas y sus bordes, también ocupa áreas abiertas, degradadas, con árboles dispersos y fragmentos de bosques. Desde el nivel del mar hasta los 1500 m de altitud en México y desde los 300 hasta los 1700 m en Costa Rica.

## Estado de conservación
El cotinga azulejo es calificado globalmente como «preocupación menor» por la Unión Internacional para la Conservación de la Naturaleza (IUCN) con una población estimada entre 20 000 y 50 000 individuos maduros; sin embargo es considerado como  amenazado por las leyes mexicanas (NOM-059 SEMARNAT 2010), donde se estima que su población disminuyó en 50% a lo largo del último siglo.

## Sistemática

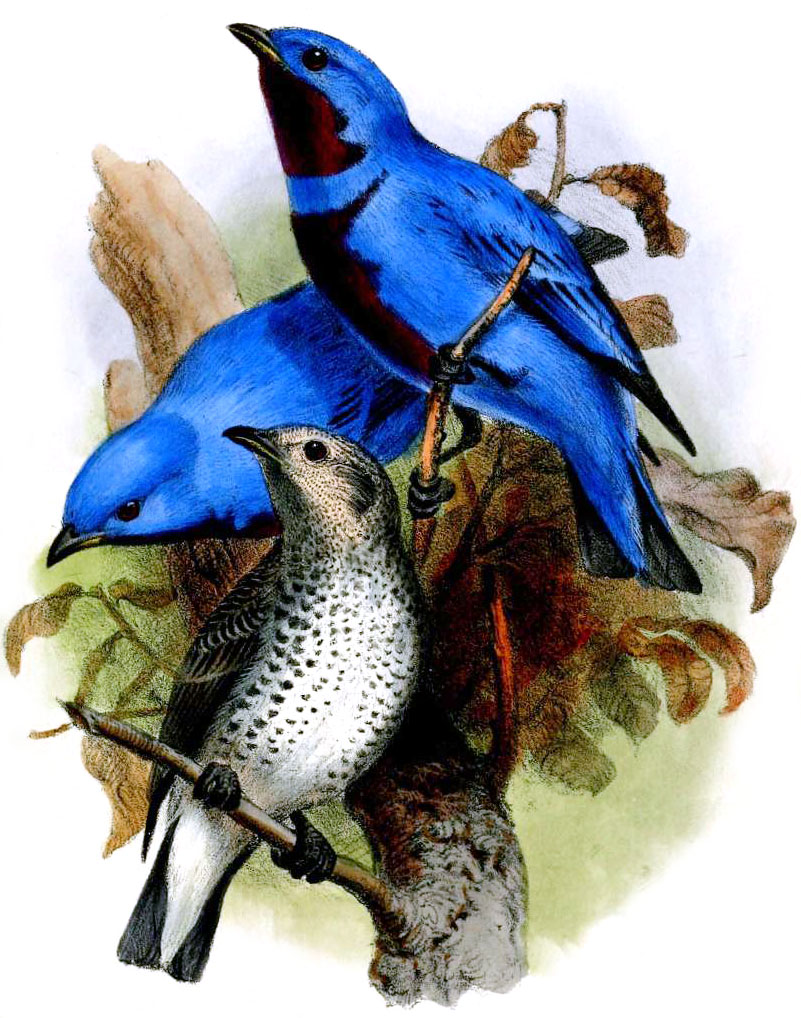
Cotinga amabilis, ilustración de macho (arriba) y hembra (abajo), por Wolf, en Proceedings of the Zoological Society of London, 1856.

### Descripción original
La especie C. amabilis fue descrita por primera vez por el ornitólogo británico John Gould en 1857 bajo el mismo nombre científico; su localidad tipo es: «Guatemala, restringido posteriormente para Verapaz».

### Etimología
El nombre genérico femenino «Cotinga» deriva del nombre de la especie tipo del género, Ampelis cotinga, cuyo nombre específico por su vez deriva del tupí «catingá» quer significa ‘ave colorida y brillante de la selva’; y el nombre de la especie «amabilis», en latín significa ‘adorable’.

### Taxonomía
Es monotípica.